# Victoria (Terranova y Labrador)
Victoria es un pueblo canadiense situado en la provincia de Terranova y Labrador.

## Superficie
Victoria tiene una superficie de 17,96 km².

## Demografía
En 2021, tenía 1658 habitantes, una densidad poblacional de 92,3 hab./km², y 822 viviendas.